# We Are Not Your Kind
We Are Not Your Kind (с англ. — «Мы не такие, как вы») — шестой студийный альбом американской метал-группы Slipknot, вышедший 9 августа 2019 года на лейбле Roadrunner Records. Альбом был спродюсирован Грегом Фидельманом и является первым альбомом группы после .5: The Gray Chapter в 2014 году. Это первый альбом группы, в котором не принимал участие перкуссионист Крис Фен (за исключением песни «All Out Life», представленной в альбоме бонус-треком), так как он был уволен из группы в марте. Первый сингл «Unsainted» был выпущен 16 мая 2019 года вместе с музыкальным клипом, в котором были представлены новые образы и маски участников. Название альбома взято из текста песни «All Out Life», выпущенной 31 октября 2018 года. Сама песня в альбоме представлена бонус-треком в японском издании.
Реакция СМИ на We Are Not Your Kind была исключительно положительной, альбом получил всеобщее признание критиков. Многочисленные рецензенты назвали альбом одним из лучших релизов в карьере Slipknot, высоко оценивая уровень экспериментов, представленных в нескольких ключевых песнях. Другие отметили альбом как знаковый выпуск в жанре метал. Сингл «Unsainted» занял 10-е место в чарте US Billboard Mainstream Rock, в то время как «Solway Firth» также попал в первую десятку британского Rock & Metal Singles Chart. Альбом дебютировал под номером 1 в чартах некоторых стран, включая Великобританию и США.

## История записи
Работа над шестым студийным альбомом Slipknot началась в феврале 2017 года, когда гитарист группы Джим Рут и перкуссионист Шон «Клоун» Крэйен начали сочинять новый материал вместе. Обращаясь к Rolling Stone в ноябре 2016 года, Крэйен просто заявил, что «мы хотим писать», но график записи пока не будет подтверждён. Позже он подробно остановился на этом плане, заявив, что члены группы хотели не спеша работать над новыми песнями, а не продюсировать их в установленные сроки, как они это делали раньше. Планы относительно направления альбома были раскрыты перкуссионистом ещё летом 2015 года, когда он заявил, что хочет написать «художественную запись» в духе The Wall от Pink Floyd или Sgt. Pepper's Lonely Hearts Club Band от The Beatles, вероятно, в форме двойного альбома с общей концепцией и многочисленными интерлюдиями. Несколько идей о песнях также пришли из сырых демозаписей, записанных во время предыдущего тура, и Крэйен добавил, что у группы были «сотни идей».
К августу 2017 года Крэйен подсчитал, что процесс написания уже произвёл «около 27 произведений». В интервью NME он добавил, что «многие из нас собираются в сентябре, чтобы начать работу над этими 27 музыкальными произведениями, и мы собираемся добавить к этому что-то ещё», подтверждая своё желание сделать двойной альбом. В октябре, в интервью Metal Hammer, Крэйен рассказал, что работал с Рутом и барабанщиком Джеем Вайнбергом над организацией материала, написанного во время предыдущего концертного цикла, который в сочетании с новым материалом привёл к идеям для «семи или восьми» полных песен. Большая часть первоначального процесса написания проходила без участия фронтмена группы Кори Тейлора, который в 2017 году занимался продвижением Hydrograd, выпущенного его другой группой Stone Sour. Вокалист начал писать тексты для трёх новых песен в начале 2018 года, которые, как он утверждал, будут основаны на событиях в его жизни за последние несколько лет. К апрелю Тейлор утверждал, что он завершил написание текстов для «почти всей» новой музыки группы.
После почти двух лет сочинения материала Шон Крэйен заявил, что запись шестого альбома Slipknot начнётся в ноябре 2018 года. Группа в полном составе позже присоединилась к перкуссионисту в январе 2019 года. Продюсером вновь стал Грег Фидельман, который был звукоинженером (а также занимался сведением) альбома Vol. 3: (The Subliminal Verses), продюсировал .5: The Gray Chapter и сингл 2018 года «All Out Life». Говоря о работе с продюсером, вокалист Кори Тейлор поблагодарил Фидельмана за его вклад в их предыдущие релизы и отметил, что «он нас понимает, он бросает нам вызов… у нас с ним прекрасные отношения». Первоначально в средствах массовой информации было высказано предположение, что Росс Робинсон, который работал с группой над Slipknot 1999 года и Iowa 2001 года, будет продюсировать альбом, однако этот слух был быстро опровергнут гитаристом Джимом Рутом. Запись We Are Not Your Kind была завершена к апрелю 2019 года, когда тёрнтэйблист и диджей группы Сид Уилсон объявил, что он «записывает последние» из своих партий в альбоме.
Рассказывая HMV о процессе написания альбома, Джим Рут вспоминал, что группа потратила много времени на первоначальную аранжировку нового материала и объяснил: «Мы потратили все время на демозаписи. Мы создали их и позволили им развиваться». Это позволило группе отступить от записей и вернуться к ним позже, что привело к тому, что гитарист описал как «органичный» результат. Однако он добавил, что окончательный процесс записи был «большой проблемой», добавив, что «хотелось бы, чтобы у нас было это время для того, чтобы по-настоящему записать альбом». Рут также сделал различие между подходами в We Are Not Your Kind и в его предшественнике, .5: The Gray Chapter; он вспоминал, что касательно выпуска 2014 года, «Песни вышли прямо из моего гаража, и у них нет энергии „живой“ записи», в отличие от записи нового альбома, объяснив, что «мы играли песни как группа и записывали их с синхродорожкой и без неё. Те, что без синхродорожки — это те, которые мы использовали в записи».
Из-за количества времени, потраченного на написание и запись демозаписей для альбома, осталось много треков с сессий We Are Not Your Kind, которые так и не были выпущены. Согласно Крэйену, группа записала в общей сложности 22 песни и 26 интерлюдий для альбома, многие из которых были отложены в пользу более сильных треков. Перед выпуском альбома перкуссионист рассказал журналу Kerrang!, что в альбом не попали ещё 15 незавершённых песен, из которых, по крайней мере, семь или восемь песен с вокалом. В подкасте Spotify «Метал говорит» Крэйен объяснил, что, выбирая, какие песни включить в альбом, он пытался «представить себя как фаната в мире, в котором мы живём сегодня». Далее он сказал, что именно этот образ мышления в конечном итоге привёл к исключению «All Out Life» из альбома, заявив, что он верил, что поклонники предпочтут услышать новую песню вместо той, которая уже была доступна на цифровых площадках.
Джим Рут сказал, что «в то время как индустрия движется к синглам, Slipknot хотели создать альбом, от начала до конца».

## Композиция и лирика
We Are Not Your Kind был признан критиками и самими участниками группы как один из самых экспериментальных альбомов в карьере группы. В альбоме представлены инструментальные и электронные элементы. В интервью Дэниелу П. Картеру на BBC Radio 1 Rock Show Кори Тейлор заявил, что «это, пожалуй, наиболее широкое наше раздвигание границ творчества и экспериментов». Эмили Картер из Kerrang! описала альбом как «самый экспериментальный альбом Slipknot на сегодняшний день», писатель NME Джордан Бассетт назвал его «Slipknot в самом творческом их виде», а Ройзин О’Коннор из The Independent заявила, что «чистая амбиция We Are Not Your Kind столь же ошеломляет, как их основополагающая запись Iowa». Несколько критиков отметили, что «Spiders» — одна из самых авангардных песен в альбоме, в которой «жуткие звуки фортепьяно» и «неорганизованные барабанные удары» предпочтительнее более распространённых низкоуровневых гитарных риффов.
Рецензент Gigwise Анна Смит предположила, что We Are Not Your Kind содержит «один из самых тяжёлых материалов со времени одноимённого дебюта [группы], Slipknot». Обозревая альбом для веб-сайта Blabbermouth.net, Джей Х. Горания высоко оценил попытки группы быть тяжёлыми в We Are Not Your Kind — описывая их первые два альбома, Горания высказал мнение, что «Slipknot, казалось, пытались стать самой тяжёлой группой на рынке и старались слишком сильно», прежде чем заключить, что «когда они в настоящее время перегружены[прояснить], однако, чувствуется подлиннее и выразительнее».
По словам Кори Тейлора, We Are Not Your Kind содержит некоторые из его самых личных текстов на сегодняшний день. В процессе написания фронтмен группы объяснил, что «лично для меня это была тяжёлая пара лет. […] Я смог ухватиться за некоторую депрессию, с которой я боролся, и вроде сформулировать, как я хочу это описать». В начале процесса записи он утверждал, что «Это, пожалуй, наиболее автобиографическая вещь за долгие годы», описывая лирическое содержание как «тёмное… действительно тёмное». Одним из главных факторов, повлиявших на лирику Тейлора, было его расставание с тогдашней женой Стефани Луби в 2016 году; в интервью Loudwire он объяснил, что «повествование [альбома] действительно пришло от того, что я пробираюсь сквозь последствия действительно токсичных отношений. И последствия, которые привели к окончательному выбиванию из этих отношений». Другим важным влиянием на лирическое содержание альбома является глобальная «разобщённость», которую, по словам Тейлора, подогревает президент США Дональд Трамп из-за «фанатизма» и «расизма».

## Продвижение альбома и релиз
Первой новой песней, выпущенной в процессе записи We Are Not Your Kind, стал сингл «All Out Life» 31 октября 2018 года. Она была спродюсирована Грегом Фидельманом, который позже также работал над альбомом. Музыкальный клип на песню, снятый Шоном «Клоуном» Крэйеном, побил рекорд группы по количеству просмотров за один день на YouTube, набрав более 3,4 миллиона просмотров. Первоначально трек должен был появиться в альбоме We Are Not Your Kind (название которого взято из текста песни), однако, когда трек-лист был раскрыт, он не был включён; вокалист Кори Тейлор позже объяснил, что «это было своего рода вещью в себе, чем-то, что давало людям понять, что мы не никуда не пропадали». В феврале 2019 года группа запустила тизер-сайт по адресу wearenotyourkind.com, с датой выпуска альбома, подтверждённой несколькими днями позже. Два месяца спустя группа обнародовала трек-лист альбома и официально подтвердила, что он будет называться We Are Not Your Kind.
Менее чем через две недели после объявления даты выпуска альбома стало известно, что перкуссионист Крис Фен подал в суд на остальную часть группы (с Тейлором и Крэйеном, названными в качестве отдельных ответчиков), заявив, что он не получает гонорары за мерчендайзинг и гастроли. Через несколько дней его уволили из группы, и в официальном пресс-релизе было сказано, что «Крис знает, почему он больше не является частью Slipknot. Мы разочарованы тем, что он решил указывать пальцем и выдвигать претензии, а не делать то, что было необходимо, чтобы продолжать оставаться частью Slipknot.». Позиция Фена была занята пока неизвестной заменой, которого фанаты назвали «Человеком-тортильей» из-за дизайна его маски. Джим Рут позже утверждал, что уход Фена оказал небольшое влияние на производство альбома.
16 мая 2019 года, в день официального анонса альбома, Slipknot выпустили «Unsainted» в качестве первого сингла с We Are Not Your Kind вместе с музыкальным видео, в котором была показана новые маски каждого участника. Это видео побило рекорд, установленный «All Out Life» как самое популярное видео группы за первые 24 часа на YouTube, набрав более 4,7 миллионов просмотров. Сингл достиг пика под номером 10 в чарте US Billboard Mainstream Rock, самой высокой позиции группы со времён «The Devil in I» в 2014 году, и под номером 68 в британском чарте синглов, самой высокой позиции группы после «Psychosocial» в 2008. «Unsainted» и «All Out Life» были исполнены на следующий день на выступлении на Jimmy Kimmel Live!. Это было их первое выступление с ноября 2016 года. Второй сингл, «Solway Firth», был выпущен 22 июля 2019 года вместе с видеоклипом, достигнув 14-го места в чарте Billboard Hot Rock Songs. Клип содержал концертные выступления группы и видеоряд и аудио из супергеройского сериала Amazon Video «Пацаны». За ним последовал «Birth of the Cruel», последний сингл перед релизом.
После их выступления на Jimmy Kimmel Live! Slipknot выступили на ряде европейских фестивалей летом 2019 года. Эта серия концертов включала выступление группы в качестве хэдлайнера на британском фестивале Download Festival в июне, кадры которого позже и были включены в музыкальное видео «Solway Firth». За этим последовал первый тур Knotfest Roadshow по Северной Америке с июля по сентябрь, а позднее в этом году состоялся ряд шоу в Австралии и Новой Зеландии в поддержку Metallica, выступавших с WorldWired Tour. Тур по Великобритании и Европе последует в 2020 году. We Are Not Your Kind был выпущен по всему миру 9 августа 2019 года лейблом Roadrunner Records. «All Out Life» был включён в качестве бонус-трека в японской версии релиза.

## Список композиций
Слова и музыка всех песен — написаны Шоном Крейеном, Джимом Рутом и Кори Тейлором.
| №   | Название                  | Длительность |
| --- | ------------------------- | ------------ |
| 1.  | «Insert Coin»             | 1:38         |
| 2.  | «Unsainted»               | 4:20         |
| 3.  | «Birth of the Cruel»      | 4:35         |
| 4.  | «Death Because of Death»  | 1:20         |
| 5.  | «Nero Forte»              | 5:15         |
| 6.  | «Critical Darling»        | 6:25         |
| 7.  | «A Liar’s Funeral»        | 5:27         |
| 8.  | «Red Flag»                | 4:11         |
| 9.  | «What’s Next»             | 0:53         |
| 10. | «Spiders»                 | 4:03         |
| 11. | «Orphan»                  | 6:01         |
| 12. | «My Pain»                 | 6:48         |
| 13. | «Not Long for This World» | 6:35         |
| 14. | «Solway Firth»            | 5:55         |

| №   | Название       | Длительность |
| --- | -------------- | ------------ |
| 15. | «All Out Life» | 5:40         |

## Реакция
| Совокупная оценка    | Совокупная оценка |
| Источник             | Оценка            |
| -------------------- | ----------------- |
| AnyDecentMusic?      | 7.8/10            |
| Metacritic           | 89/100            |
| Оценки критиков      |                   |
| Источник             | Оценка            |
| Consequence of Sound | A                 |
| Distorted Magazine   | [ 73 ]            |
| The Independent      | [ 74 ]            |
| Kerrang!             | [ 75 ]            |
| Metal Hammer         | [ 76 ]            |
| Metal Injection      | [ 77 ]            |
| NME                  | [ 31 ]            |
| The Skinny           | [ 78 ]            |
| Wall of Sound        | [ 79 ]            |
| Rolling Stone        | [ 80 ]            |
| Sputnikmusic         | [ 28 ]            |
| AllMusic             | [ 81 ]            |
| Pitchfork            | [ 82 ]            |
| Sonic Perspectives   | [ 83 ]            |

Альбом получил всеобщее признание критиков со средневзвешенной оценкой 89/100 на сайте-агрегаторе Metacritic на основании 14 рецензий. Рецензент Forbes Квентин Сингер заявил, что альбом — «металлический Magnum opus». NME описали альбом как «первобытный крик бесконечно изобретательного экстремального метала и жгучей мизантропии». Kerrang! также положительно отнеслись к альбому, поставив максимальную оценку и написав: «Лучшее продолжение группой Iowa выходит за рамки на интенсивном, инновационном шестом альбоме We Are Not Your Kind», а также: «Спустя 20 лет с момента их дебюта Slipknot такие же смелые, бесстрашные и волнующие, как и всегда». Ройзин О’Коннор из The Independent радовалась, что «чистая амбиция We Are Not Your Kind столь же ошеломляет, как и их основополагающая запись Iowa [и] в динамике, может быть, даже лучше». Точно так же автор Consequence of Sound Майкл Пементел приветствовал альбом как сильное развитие стиля группы, назвав его «одним из самых сильных альбомов в их карьере». Джо Смит-Энгельгардт из Exclaim! описал альбом как «возвращение к форме» после их последних двух альбомов, которые он назвал «немного шаблонными». Джей Х. Горания из Blabbermouth.net назвал альбом «сияющим драгоценным камнем в короне Slipknot». The Skinny похвалили альбом, отметив: «Под дисторшном скрыто гораздо больше мастерства, чем кажется».
Многие критики приветствовали ведущий сингл «Unsainted» как один из ярких моментов альбома. Бассетт из NME назвал эту песню «одной из лучших вещей, которые когда-либо делал Slipknot», в то время как Кори Гроу из Rolling Stone назвал её «одной из самых запоминающихся и самых грандиозных песен в карьере группы». Анна Смит из Gigwise назвала песню «долгожданным объединением старого и нового». Другие рецензенты сосредоточились на уровне экспериментов, присутствующем в альбоме. Адам Рис из Metal Hammer подчеркнул, что «A Liar’s Funeral» и «Not Long for This World» оказали «наибольшее влияние» на альбом, в то время как автор Loudwire Джон Видерхорн написал, что «С We Are Not Your Kind… Slipknot сделали больше, чем просто сыграли на своих сильных сторонах, они широко расширили свои параметры, направив группу в музыкальных направлениях, на которые они ранее только намекали». Фронтмен группы Кори Тейлор также получил широкую похвалу за его тексты и вокал, описанный Картером как «выдающийся» и Пементелом как «замечательный».
Очень немногие рецензии на We Are Not Your Kind содержали серьёзную критику альбома. Пементел признал, что «если быть откровенным, учитывая всю стилизацию, продюсирование и творческий потенциал, трудно найти, что не так с альбомом», утверждая, что «фанаты, которые жаждут раннего звучания группы, могут не привязаться к We Are Not Your Kind немедленно — но даже эти слушатели, скорее всего, придут к этому исключительному LP». Участник Pitchfork Энди О’Коннор признал, что хотя альбом «может предложить больше, чем ожидалось», он «по-прежнему порой разочаровывающе недальновиден», утверждая, что «Slipknot знают, что работает для них, и они используют это до конца». Приветствуя релиз как «просто лучший альбом, созданный Slipknot за 15 лет», Sputnikmusic пожаловался на длину альбома и его «гомогенизированный топающий ритм».

## Участники записи
Slipknot
- Сид Уилсон (#0) — DJ, клавишные, «вертушки»;
- Джей Вайнберг — ударные;
- Алессандро Вентурелла — бас-гитара, пианино, синтезатор[88];
- Джеймс Рут (#4) — гитара;
- Крэйг Джонс (#5) — сэмплирование, клавишные, медиа;
- Шон Крейен (#6) — перкуссия, бэк-вокал;
- Мик Томсон (#7) — ритм-гитара;
- Кори Тейлор (#8) — вокал.

Дополнительные музыканты
- Angel City Chorale — хоровое исполнение на «Unsainted»
- Кэт Праймтау — дополнительный вокал на «Death Because of Death»
- Крис Фен (#3) — перкуссия и бэк-вокал на «All Out Life»

Производство
- Грег Фидельман — продюсер, звукоинженер
- Джо Барреси — сведение
- Грег Гордон — звукоинженер
- Сар Киллион — звукоинженер
- Пол Фиг — звукоинженер
- Бо Боднар — помощник звукоинженера
- Чаз Секстон — помощник звукоинженера
- Дэн Монти — редактирование
- Джун Муракава — сведение
- Боб Людвиг — мастеринг
- Дэйв Рат — A & R
- Шон Крэйен — художественное направление и фотография
- Александрия Крэйен-Конвей — фотографии группы
- Майкл Боланд — дизайн

## Чарты
| Австралия (ARIA)                    | 1     |                |   |
| Австрия (Ö3 Austria)                | 3     |                |   |
| Бельгия/Фландрия (Ultratop)         | 1     |                |   |
| Бельгия/Валлония (Ultratop)         | 1     |                |   |
| Венгрия (MAHASZ)                    | 2     |                |   |
| Мексика (AMPROFON)                  | 4     |                |   |
| Нидерланды (Album Top 100)          | 2     |                |   |
| Германия (Offizielle Top 100)       | 2     |                |   |
| Ирландия (IRMA)                     | 1     |                |   |
| Испания (PROMUSICAE)                | 1     |                |   |
| Япония (Oricon)                     | 9     |                |   |
| Новая Зеландия (RMNZ)               | 2     |                |   |
| Норвегия (VG-lista)                 | 3     |                |   |
| Португалия (AFP)                    | 1     |                |   |
| Шотландия (Scottish Albums Chart)   | 1     |                |   |
| Швеция (Sverigetopplistan)          | 4     |                |   |
| Финляндия (Suomen virallinen lista) | 1     |                |   |
| Канада (Canadian Albums Chart)      | 1     |                |   |
| Чехия (ČNS IFPI)                    | 4 \|- | Франция (SNEP) | 2 |
| Италия (FIMI)                       | 3     |                |   |
| Дания (Hitlisten)                   | 7     |                |   |
| Нидерланды (Album Top 100)          | 2     |                |   |
| Швейцария (Schweizer Hitparade)     | 2     |                |   |
| Великобритания (UK Albums Chart)    | 1     |                |   |
| США Billboard 200                   | 1     |                |   |

| Чарт (2019)                     | Высшая позиция |
| ------------------------------- | -------------- |
| Австралия (ARIA)                | 49             |
| Австрия (Ö3 Austria)            | 55             |
| Бельгия (Ultratop Flanders)     | 73             |
| Бельгия (Ultratop Wallonia)     | 146            |
| Франция (SNEP)                  | 187            |
| Мексика (AMPROFON)              | 94             |
| Швейцария (Schweizer Hitparade) | 66             |

| Регион               | Сертификация | Продажи |
| -------------------- | ------------ | ------- |
| Великобритания (BPI) | Золотой      | 100 000 |